# 朱紹焜
遂平王朱紹焜（？—1647年），明朝宗室、南明軍事人物。

## 生平
朱紹焜是朱元璋的十二世孫、遂平王朱恭權的兒子，襲封遂平王的日期不詳；崇禎末年李自成入河南，朱紹焜迎戰，身中流矢而重傷。北京失陷，他跟隨其他王族南走；弘光元年（1645年）春天，他上疏請求前往河南招集義士，不獲准許。南京淪陷，朱紹焜前往松江和吳志葵起兵；事敗後逃到余山，改名程隱生，依附太湖的吳易。吳易和部下潰散，他在隆武元年八月，投靠總兵呂國興。不久呂國興投降清朝，職方主事楊謨和魏康侯奉他逃走到嘉興府王店，計劃前往福建和廣東，但沒有下文；而朱紹焜的女兒縣主嫁給監國魯王將領蔡喬。十一月，他依靠宋元調到上海。周之芳、魏文之搶劫朱紹焜的財物，錢甫發現後將此事告發清朝朝廷，因此他和王妃高氏、陳氏及二名女兒被擒獲。永曆元年（1647年）正月，楊謨、魏文之與他在南京遇害，而宋元調在獄中病死。朱紹焜有志氣而勇敢，談及國難時總會悲憤流淚。人民都為他的離世而惋惜。

## 引用
1. 1 2  錢海岳《南明史·卷二十七·列傳第三》：遂平王紹焜，遂平王恭權子，太祖十二世孫，不知何年襲。崇楨末，自成入河南，接戰，身中流矢，負重創。北京陷，隨諸王南走。弘光元年春，疏請往河南招集義旅，不許。南京亡，之嵩江，與吳志葵起兵。事敗，走余山，改姓名程隱生，依吳易太湖。易潰，隆武元年八月，走總兵呂國興營。
2. ↑  錢海岳《南明史·卷二十七·列傳第三》：未幾，國興降清，職方主事楊謨及魏康侯奉走嘉興王店，欲赴閩粵，不果。縣主尚監國魯王將蔡喬。十一月，依宋元調上海。有周之芳、魏文之劫紹焜資，錢甫首其事於清，遂與妃高、陳及二女見執。永曆元年正月，與謨、文之遇害南京薨，元調瘐死。紹焜志氣果敢，言及國難，輒悲憤流涕。其薨也，人咸惜之。